# Welikopolje (Kaliningrad)
Welikopolje (Великополье, 1946: Welikolukskoje Великолуҝское, deutsch Dingort) war ein ehemals ostpreußischer Ort in der russischen Oblast Kaliningrad (Gebiet Königsberg (Preußen)). Seine Ortsstelle gehört heute zum Munizipalkreis Rajon Bagrationowsk (Stadtkreis Preußisch Eylau).

## Geographische Lage
Die Ortsstelle Welikopoljes liegt im südlichen Westen der Oblast Kaliningrad, 16 Kilometer nordwestlich der früheren Kreis- und heutigen Rajonshauptstadt Bagrationowsk (deutsch Preußisch Eylau).

## Geschichte
1701 ist das Gründungsjahr des aus ein paar kleinen Gehöften bestehenden Dorfs Dingorth, das sich nach 1785 Dingort schrieb und diesen Namen bis 1946 (auch in russischer Sprache) trug. Als eine Landgemeinde kam das Dorf 1874 zum neu errichteten Amtsbezirk Moritten (russisch Oktjabrskoje) im ostpreußischen Kreis Preußisch Eylau. 50 Einwohner waren im Jahre 1910 in Dingort registriert.
Am 30. September 1928 gab Dingort seine Selbständigkeit auf und schloss sich mit der Landgemeinde Moritten und dem Gutsbezirk Moritten sowie dem Forstort Dinge aus dem Gutsbezirk Preußisch Eylau, Forst, zur neuen Landgemeinde Moritten im Amtsbezirk Moritten zusammen.
Als 1945 in Kriegsfolge das gesamte nördliche Ostpreußen an die Sowjetunion fiel, erhielt Dingort im Jahre 1946 die russische Namensform „Welikolukskoje“, um dann noch im gleichen Jahr in „Welikopolje“ umbenannt zu werden. Das Dorf wurde 1947 in den Oktjabrski selski Sowet/okrug (Dorfsowjet Oktjabrskoje – Moritten) und 1954 nach dessen Auflösung in den Tschapajewski selski Sowet/okrug (Dorfsowjet Tschapajewo – Schlauthienen) umgegliedert zu werden. Doch fand nur in der anfänglichen Nachkriegszeit eine Neubesiedlung des Ortes statt, bereits 1975 war der Ort verlassen und verwaist, so dass er als untergegangen gilt. Seine Ortsstelle liegt jetzt im Bereich des Munizipalkreises Rajon Bagrationowsk (Stadtkreis Preußisch Eylau) in der Oblast Kaliningrad der Russischen Föderation.

## Religion
Bis 1945 war Dingort in das Kirchspiel der evangelischen Kirche Kreuzburg (russisch Slawskoje) in der Kirchenprovinz Ostpreußen der Kirche der Altpreußischen Union, außerdem in die römisch-katholische Kirche Preußisch Eylau (Bagrationowsk) im damaligen Bistum Ermland eingepfarrt.

## Verkehr
Die kaum noch wahrnehmbare Ortsstelle Dingorts resp. Welikopoljes ist über einen Landweg von der Kommunalstraße 27K-116 bei Kamenka (Krücken) aus zu erreichen.